# جاك دافنبورت
جاك دافنبورت (بالإنجليزية: Jack Davenport)‏ ممثل بريطاني. أشهر أعمالة فيلم قراصنة الكاريبي بدور العميد جيمس نورنغتون في البحرية الملكية.

## روابط خارجية
- جاك دافنبورت على موقع IMDb (الإنجليزية)
- جاك دافنبورت على موقع روتن توميتوز (الإنجليزية)
- جاك دافنبورت على موقع ألو سيني (الفرنسية)
- جاك دافنبورت على موقع تيرنر كلاسيك موفيز (الإنجليزية)
- جاك دافنبورت على موقع أول موفي (الإنجليزية)
- جاك دافنبورت على موقع بوكس أوفيس موجو (الإنجليزية)
- جاك دافنبورت على موقع قاعدة بيانات برودواي على الإنترنت (الإنجليزية)
- جاك دافنبورت على موقع قاعدة بيانات الأفلام السويدية (السويدية)
- جاك دافنبورت على موقع إن إن دي بي (الإنجليزية)
- جاك دافنبورت على موقع قاعدة بيانات الفيلم (الإنجليزية)